# 佐久間信詮
佐久間 信詮（さくま のぶのり）は、江戸時代中期の旗本。
寛文10年（1670年）、佐久間信就の子として誕生した。宝永6年（1709年）4月6日、御小姓組に列する。享保5年（1720年）5月23日に家督を相続、1700石のうち1300石を自ら知行し、400石を義弟・佐久間信仍に分知した。享保8年（1723年）3月12日、勤務の褒賞として黄金1枚を賜った。
享保17年閏5月19日に死去。享年63。